# Стахановский городской совет
Стахановский городской совет — одна из административно-территориальных единиц в составе Луганской области c центром в городе Стаханов/Кадиевка. Входит в состав  Центрально-Луганской агломерации. Стахановскому городскому совету подчинены 3 города. Население — 88 201 человек (2019).

## Состав
Стахановский городской совет — 88 201 чел.
- город Стаханов — 74 546 чел.
  - Ирмино - 9 452 чел.
  - Алмазная - 4 203 чел.

Всего 3 города.